# Vụ án mạng Hello Kitty
Vụ án Hello Kitty (tiếng Trung: Hello Kitty藏屍案; Việt bính: Hello Kitty cong4si1ngon3; nghĩa đen 'vụ án giấu xác người trong búp bê Hello Kitty') là một vụ án xảy ra tại Hồng Kông vào mùa xuân năm 1999 khi một nữ nhân viên hộp đêm bị bắt cóc tại Khu nhà Lệ Dao, bị tra tấn và hãm hiếp trong một căn hộ tại Tiêm Sa Chủy, Cửu Long sau khi trộm chiếc ví của một trong những khách hàng quen của cô.
Nạn nhân là Phàn Mẫn Nghi (23 tuổi) bị giam giữ bởi ba người đàn ông và một cô gái trước khi qua đời trong khoảng từ ngày 14 đến 16 tháng 4 năm 1999. Cơ thể cô bị phân mảnh và hộp sọ của cô bị nhồi bên trong đầu một con thú nhồi bông Hello Kitty mang hình nàng tiên cá.

## Nạn nhân
Sinh ra vào năm 1976 tại Thâm Quyến, Phàn Mẫn Nghi bị gia đình bỏ rơi khi còn là một đứa trẻ, cô lớn lên trong một trại trẻ mồ côi dành cho nữ ở Mã Đầu Vi. Khi cô 15 tuổi, cô phải rời trại trẻ mồ côi do họ có giới hạn độ tuổi. Phàn Mẫn Nghi sau đó trở thành người vô gia cư và bắt đầu nghiện ma túy, cô bị ép phải hành nghề mại dâm trên đường phố và khi bước sang tuổi 21, cô bắt đầu hành nghề tại một nhà thổ có tên Romance Villa tại quận Thâm Thủy Bộ. Nghi sau đó kết hôn với một trong những khách hàng của mình có tên Ngô Chí Viễn (cũng nghiện ma túy) vào năm 1996. Tháng 11 năm 1998, cô sinh một người con trai, chỉ năm tháng trước khi bị sát hại.
Ngô Chí Viễn được miêu tả là một người chồng bạo lực và hàng xóm cùng căn hộ của họ tại Vượng Giác báo cáo rằng họ bị đánh thức bởi tiếng cãi vã của cặp đôi và tiếng khóc của đứa trẻ. Khi mang thai và sau đó là sinh con, Nghi quyết định sẽ thay đổi cuộc sống để bảo vệ đứa con trai và giúp nó có một cuộc sống an toàn hơn. Cô cai nghiện ma túy và từ bỏ công việc mại dâm, nhận được việc làm tiếp viên tại một hộp đêm có tên Empress Karaoke Clubgot và rời bỏ người chồng bạo lực ngay trước khi cô bị sát hại. Do những sự hy sinh này, thu nhập của cô trở nên ít hơn và cô phải vật lộn để có thể nuôi sống bản thân và gia đình.

## Vụ bắt cóc
Trần Văn Nhạc (33 tuổi), bí danh A Nhạc hoặc A Hi, sinh 17 tháng 5 năm 1965, là một thành viên của hội Tam Hoàng Hồ Thắng Hồ, người từng có vấn đề trong hành vi ứng xử từ khi còn học trung học cơ sở và từng có tiền án về tội buôn bán ma túy vào năm 1991, cũng là một trong những khách quen của Phàn Mẫn Nghi tại nhà thổ. Vào đầu năm 1999, Nghi đã lấy cắp ví tiền của Nhạc gồm 4.000 Đô la Hồng Kông. Khi Nhạc nhận ra mọi chuyện, anh ta yêu cầu Nghi trả lại tiền cùng với khoản phí 10.000 Đô la Hồng Kông. Mặc dù Phàn Mẫn Nghi ngay lập tức trả lại số tiền đã đánh cắp, cô vẫn cần thêm thời gian để trả lại khoản phí bổ sung.
Ngày 17 tháng 3 năm 1999, Phàn Mẫn Nghi bị bắt cóc bởi ba người đàn ông và một cô gái trong căn hộ của cô tại khu nhà Lệ Dao gồm: Trần Văn Nhạc; Lưu Minh Phương (bí danh A Phương, 14 tuổi), Lương Vĩ Luân (bí danh Gangsta 1, 21 tuổi) và Lương Thắng Tổ (bí danh Gangsta 26, bạn trai của Phương). Nhóm này dẫn Nghi đến một căn hộ tại số 31 đường Gia Liên Uy, Tiêm Sa Chủy, nơi họ giam giữ cô trong vòng một tháng. Căn họ được thuê bởi Trần Văn Nhạc, nhưng thuộc quyền sở hữu của hai người đàn ông được gọi là A Sam và A Kao, họ không tham gia thực hiện tội ác. Ban đầu, Nhạc có ý định kiếm tiền từ Nghi bằng cách môi giới cô cho những người đàn ông khác.
Trước vụ bắt cóc, Lương Vĩ Luân và Lương Thắng Tổ đều làm việc cho một cửa hàng bán lẻ gần đường Gia Liên Uy.

## Quá trình phạm tội
Trong thời gian bị giam cầm, Phàn Mẫn Nghi liên tục bị tra tấn và hiếp dâm. Theo một nguồn tin, cô từng bị đánh bất tỉnh bởi một thanh kim loại, đôi khi còn bị treo lên và bị sử dụng như một bao cát. Có lần, cô bị đá vào đầu tới 50 lần. Chúng rắc bột ớt vào vết thương của cô, chân và bàn chân thì bị đốt bằng sáp nến và nhựa nóng khiến cô mất khả năng đi lại. Cô bị ép phải mỉm cười và nói rằng cô thích bị tra tấn, nếu không chúng sẽ sử dụng những hình thức tra tấn còn nặng nề hơn. Sự tra tấn cuối cùng khiến cô sốc tuần hoàn và tử vong.
Phàn Mẫn Nghi tử vong vì vết thương trong khoảng từ ngày 14 đến 15 tháng 4 năm 1999. Một số nguồn tin cho rằng cô qua đời khi những kẻ bắt cóc không ở trong tòa nhà, trong khi một số khẳng định rằng cô tử vong vào buổi đêm. Khi phát hiện ra cái xác vô hồn của cô, những kẻ bắt cóc đã phân xác và luộc chín các phần thi thể; hộp sọ của cô bị nhét và khâu lại bên trong một con thú nhồi bông Hello Kitty chứa đầy côn trùng chết trong khi phần còn lại của cơ thể bị vứt bỏ. Chỉ riêng hộp sọ, một chiếc răng và một số cơ quan nội tạng của cô được tìm thấy trong túi nhựa sau khi Lưu Minh Phương dẫn cảnh sát Du Ma Địa đến hiện trường vụ án vào ngày 24 tháng 5. Ba cảnh sát bao gồm Khưu Gia Tuyết, Thiện Thiêm Hóa và Andrew Hiệp Diễm Linh, tất cả đều thuộc Đội cảnh sát Du Ma Địa số 539, là những cảnh sát đầu tiên đến hiện trường. Các bộ phận cơ thể còn lại được tìm thấy ở bãi rác tại Thâm Thủy Bộ, Loan Tể và Thái Cốc Tư.
Tại thời điểm bị bắt giữ, Trần Văn Nhạc đang sống cùng vợ là Tạ Bội Linh (bí danh A Bội) và đứa con mới sinh tại một căn hộ thuộc khu Thạch Ninh tại khu nhà Thạch Ly. Căn hộ đã bị đột kích bởi các sĩ quan SWAT vào sáng sớm ngày 28 tháng 5. Tạ Bội Linh ban đầu bị tình nghi có liên quan đến vụ án mạng nhưng nhanh chóng được thả ra sau khi không thể tìm được bằng chứng. Sau khi phát hiện ra vụ giết người đã được đưa tin trên các phương tiên truyền thông thông qua một tờ báo địa phương có trụ sở tại Ma Cao, Lương Vĩ Luân đã trốn sang Trung Quốc đại lục (Quảng Tây) trước khi bị bắt vào ngày 14 tháng 2 năm 2000, sau khi có những điểm bất thường được phát hiện trên hộ chiếu của anh ta. Trước khi bị bắt, Luân đã bị đưa vào danh sách truy nã gắt gao nhất của Interpol. Anh ta bị đưa trở lại Hồng Kông vào ngày 17 tháng 2 để chuẩn bị xét xử.
Hộp sọ của Phàn Mẫn Nghi được xác định vào ngày 3 tháng 6, sau khi sử dụng "phương pháp chồng ảnh" tại nhà xác Lockhart và hộp sọ được chuyển đến Nhà xác công cộng Cửu Long sau phiên tòa xét xử.

## Phiên tòa
Vào ngày 7 tháng 12 năm 2000, sau khi phiên tòa diễn ra được gần hai tháng (20 tháng 10), ba người đàn ông bị kết tội ngộ sát với tỷ lệ phiếu bầu là 6:3, do bồi thẩm đoàn gồm tám người đàn ông và một phụ nữ phán quyết rằng bộ hài cốt là không đủ để chứng minh liệu Phàn Mẫn Nghi bị giết hay chết vì dùng thuốc quá liều. Mặc dù bồi thầm đoàn không thể kết luận rằng các bị cáo cố tình giết Nghi, họ đã xác định được rằng cô qua đời do bị các bị cáo tra tấn. Lưu Minh Phương đã làm chứng tại phiên tòa để đổi lại quyền được miễn trừ pháp lý. Tại phiên tòa, Trần Văn Nhạc và Lương Thắng Tổ đã phủ nhận việc giết Phàn Mẫn Nghi, mặc dù họ thừa nhận đã chặt xác cô. Vợ của Trần Văn Nhạc là Tạ Bồi Linh, chồng của Phàn Mẫn Nghi là Ngô Chí Viễn và dì của Nghi cũng tham gia làm chứng tại tòa. Sau khi phán quyết được đưa ra là có tội, chị gái Lương Vĩ Luân sau đó được báo cáo mắc bệnh tâm thần, trong khi anh trai của anh ta đập phá cổng tòa án gây thiệt hại.
Thẩm phán Peter Nguyễn, người đã tuyên án ba bị cáo mức án tù chung thân với khả năng được ân xá, tuyên bố rằng "Chưa bao giờ ở Hồng Kông trong những năm gần đây, tòa án lại nghe thấy sự tàn ác, đồi trụy, vô cảm, hung bạo, bạo lực và độc ác như vậy." Các báo cáo tâm thần từ bệnh viện Castle Peak và bệnh viện Tiểu Lãm mô tả ba bị cáo là "vô lương tâm". Sẽ không có bất kì quyết định ân xá nào được xem xét trong hai mươi năm. Trần Văn Nhạc và Lương Vĩ Luân hiện đang thi hành bản án tù chung thân tại nhà tù Stanley.

## Hậu quả
Hộp sọ của Phàn Mẫn Nghi là tang vật duy nhất của vụ án. Sau phiên tòa, nó được nhà nghiên cứu pháp y lưu giữ tại nhà xác công cộng Cửu Long cho đến khi quá trình kháng cáo của các bị cáo kết thúc và họ hàng của cô đã được thông báo vào tháng 3 năm 2004 rằng hộp sọ sẽ được trả lại và hỏa táng vào ngày 26 tháng 3.
Tòa nhà chung cư nơi xảy ra vụ án đã bị phá hủy vào tháng 9 năm 2012 và được xây dựng lại thành một khách sạn có tên Soravit vào năm 2016. Ba bức chân dung đức Phật được đặt trong cách sạn để tưởng niệm.
Chiếc vòng cổ thuộc về Phàn Mẫn Nghi đã được trao lại cho con trai của cô sau khi nó được phát hiện trong tủ lạnh trong quá trình điều tra.
Lương Thắng Tổ, người duy nhất xin giảm án thành công từ tù chung thân xuống 18 năm tù vào tháng 3 năm 2004 đã được thả vào tháng 4 năm 2014. Tám năm sau, Tổ tiếp tục bị bắt và bị kết án 12 tháng tù vào tháng 8 năm 2022 vì tội tấn công tình dục một bé gái mười tuổi.